# Kunstausstellung Sächsische Künstler (1946)
Die Kunstausstellung Sächsische Künstler mit Sonderschau „Opfer des Faschismus“ war eine der ersten großen Ausstellungen nach dem Ende des NS-Staates in der Sowjetischen Besatzungszone. Sie fand vom 28. März bis 30. Juni 1946 in Dresden in der Staatlichen Kunstakademie auf der Brühlschen Terrasse statt. Ausgerichtet wurde sie im Auftrag der Landesverwaltung des damaligen Bundeslands Sachsen vom Kulturbund zur Demokratischen Erneuerung Deutschlands. Die Ausstellung sollte einen Beitrag zur Überwindung der geistigen Folgen des Nationalsozialismus leisten.
Im Vorwort des Katalogs schrieb der Ausstellungsleiter Kurt Liebmann: „Der Erneuerungsvorgang, in den das deutsche Volk nach dem Zusammenbruch eingetreten ist, umfasst die gesamten Lebens- und Ausdrucksformen des Menschen: Politik, Gesellschaft, Wissenschaft, Künste … Das heißt wirklich ernst machen mit der demokratischen Erneuerung.“ Der Künstler „muss beginnen, nach allem Bluff, allem Großsprecherischen, Phrasenhaften, Aufgeblasenen, Dilettantischen der vergangenen Zeit ein absolut echtes, klares, sauberes und wahres Verhältnis zum Material, zu den Dingen und zum Menschlichen zu gewinnen…“
In der fünfzehnköpfigen Jury dominierten Künstlerinnen und Künstler, die als Gegner des Nationalsozialismus verfolgt oder deren Werke als „entartet“ verfemt worden waren, so Hans Grundig, Ernst Hassebrauk, Edmund Kesting, Bernhard Kretzschmar, Wilhelm Lachnit, Karl Lüdecke, Max Möbius, Irena Rüther-Rabinowicz, Eva Schulze-Knabe und Otto Winkler.
Werke von den Nationalsozialisten verfolgter Künstler wurden in der Ausstellung besonders hervorgehoben. In den Räumen I und II wurden unter dem Titel Opfer des Faschismus 64 Arbeiten von Erich Fruhnert, Bruno Gimpel, Hans und Lea Grundig, Alexander Neroslow, Hubert Rüther, Irena Rüther-Rabinowicz, Edmund Schuchard, Eva Schulze-Knabe, Fritz Schulze und Hildegard Seemann-Wechler ausgestellt. In weiteren sechs Räumen und zwei Wandelgängen wurden weitere 286 Werke von etwa 70 Künstlerinnen und Künstlern gezeigt.